# Texaco Massachusetts
Die Texaco Massachusetts war ein Öltanker unter US-amerikanischer Flagge.
Das Schiff wurde 1963 unter der Baunummer 4596 als einer von mehreren baugleichen Tankern auf der Werft Bethlehem Sparrows Point Shipyard, Sparrows Point, gebaut. Eigentümer war Texaco Shipping. Der Tanker war 184,1 m (604 ft) lang.
Die Texaco Massachusetts kollidierte am 16. Juni 1966 im Kill Van Kull bei Manhattan mit dem mit Naphtha beladenen Tanker Alva Cape. Dabei wurden ca. 1.300 t Benzin und Naphtha freigesetzt.
Insgesamt waren bei dem Unglück im Hafen 37 Todesopfer und 71 Verletzte zu beklagen.
Nach dem Unglück wurde die Texaco Massachusetts repariert und wieder in Fahrt gebracht. Im Juni 1990 wurde der Tanker in Star Massachusetts und im Juli 1995 in Massachusetts umbenannt, bevor das Schiff ab September 1995 bei Soft Touch Cosmetic Marketing in Alang verschrottet wurde.